# Epiechinus lagunae
Epiechinus lagunae är en skalbaggsart som beskrevs av Heller 1915. Epiechinus lagunae ingår i släktet Epiechinus och familjen stumpbaggar. Inga underarter finns listade i Catalogue of Life.